# Cercanías Murcia/Alicante
| Ein Zug der Serie 592 an der Station San Vicente Centro |                          |                                                 |                                                 |
| |                          |                                                 |                                                 |
| Streckenlänge: | 202 km                   |                                                 |                                                 |
| Spurweite: | 1668 mm (Iberische Spur) |                                                 |                                                 |
| |                          |                                                 |                                                 |
| \| \| \| von Madrid \| \| \| \| \| Provinz Alicante, Region Valencia \| \| \| \| 7,56 \| San Vicente Centro / Sant Vicent Centre C-3 \| San Vicente Centro / Sant Vicent Centre C-3 \| \| \| 6,8 \| \| \| \| \| 6,37 \| Universidad de Alicante / Universitat d’Alacant \| Universidad de Alicante / Universitat d’Alacant \| \| \| 6,0 \| \| \| \| \| 5,53 \| Autobahn A-77 \| Autobahn A-77 \| \| \| 4,37 \| Autobahn A-70 \| Autobahn A-70 \| \| \| 0,075,8 \| Alicante / Alacant C-3, C-1 \| Alicante / Alacant C-3, C-1 \| \| \| 1,874,0 \| \| \| \| \| \| \| \| \| \| 71,87 \| Autobahn A-31 \| Autobahn A-31 \| \| \| 70,49 \| San Gabriel / Sant Gabriel \| San Gabriel / Sant Gabriel \| \| \| 69,3 \| \| \| \| \| 61,76 \| Torrellano \| Torrellano \| \| \| \| \| \| \| \| 53,55 \| Stadttunnel Elche (Beginn) \| Stadttunnel Elche (Beginn) \| \| \| 51,59 \| Elche Parque / Elx Parc \| Elche Parque / Elx Parc \| \| \| \| \| \| \| \| \| Vinalapó \| \| \| \| \| \| \| \| \| 50,62 \| Elche Carrús / Elx Carrús \| Elche Carrús / Elx Carrús \| \| \| 49,35 \| Stadttunnel Elche (Ende) \| Stadttunnel Elche (Ende) \| \| \| 42,02 \| Crevillente / Crevillent \| Crevillente / Crevillent \| \| \| 40,1 \| Autobahn AP-7 \| Autobahn AP-7 \| \| \| 33,63 \| Albatera-Catral \| Albatera-Catral \| \| \| 34,2 \| nach Torrevieja \| bis 1984 \| \| \| 27,82 \| Callosa de Segura \| Callosa de Segura \| \| \| 20,7 \| Río Segura \| Río Segura \| \| \| 19,84 \| Orihuela \| Orihuela \| \| \| \| Provinz und Region Murcia \| \| \| \| 13,75 \| Beniel \| Beniel \| \| \| 9 \| von Cartagena \| von Cartagena \| \| \| \| bis 15. Juni 2008 \| \| \| \| \| von Cartagena \| \| \| \| \| Los Ramos-Alquerías \| \| \| \| \| Torreagüera \| \| \| \| \| Beniaján \| \| \| \| \| Río Guadalentín \| \| \| \| \| bis 15. Juni 2008 \| \| \| \| 0,0 \| Murcia del Carmen C-1, C-2 \| Murcia del Carmen C-1, C-2 \| \| \| \| Río Segura \| \| \| \| 0,5 \| Autobahn A-30 \| Autobahn A-30 \| \| \| 7 \| nach Chinchilla, Madrid \| nach Chinchilla, Madrid \| \| \| 7,75 \| Alcantarilla-Los Romanos \| Alcantarilla-Los Romanos \| \| \| 22,15 \| Librilla \| Librilla \| \| \| 27,5 \| Autobahn A-7 \| Autobahn A-7 \| \| \| 29,5 \| Alhama de Murcia \| Alhama de Murcia \| \| \| 41,92 \| Totana \| Totana \| \| \| 44,4 \| Autobahn A-7 \| Autobahn A-7 \| \| \| 54,04 \| La Hoya \| La Hoya \| \| \| 62,3 \| Lorca-San Diego \| Lorca-San Diego \| \| \| \| Río Guadalentín oder Sangonera \| \| \| \| 63,68 \| Lorca-Sutullena \| Lorca-Sutullena \| \| \| 74,27 \| Puerto Lumbreras \| Puerto Lumbreras \| \| \| 87,21 \| Almendricos \| Almendricos \| \| \| 87,75 \| nach Guadix, Granada \| nach Guadix, Granada \| \| \| 89,0 \| Provinz Almería, Andalusien \| Provinz Almería, Andalusien \| \| \| 97,17 \| Pulpí \| Pulpí \| \| \| \| \| \| \| \| \| Jaravía \| \| \| \| 108,0 \| Provinz und Region Murcia \| Provinz und Region Murcia \| \| \| \| Águilas-El Labradorcico \| \| \| \| 117,85 \| Águilas C-2 \| Águilas C-2 \| |                          |                                                 |                                                 |
| Strecke |                          | von Madrid                                      | von Madrid                                      |
| Grenze |                          | Provinz Alicante, Region Valencia               | Provinz Alicante, Region Valencia               |
| Strecke · Kopfbahnhof Streckenanfang | 7,56                     | San Vicente Centro / Sant Vicent Centre C-3     | San Vicente Centro / Sant Vicent Centre C-3     |
| Brücke · Brücke | 6,8                      |                                                 |                                                 |
| Strecke · Haltepunkt / Haltestelle | 6,37                     | Universidad de Alicante / Universitat d’Alacant | Universidad de Alicante / Universitat d’Alacant |
| Abzweig geradeaus und von links · Strecke nach rechts | 6,0                      |                                                 |                                                 |
| Strecke mit Straßenbrücke | 5,53                     | Autobahn A-77                                   | Autobahn A-77                                   |
| Strecke mit Straßenbrücke | 4,37                     | Autobahn A-70                                   | Autobahn A-70                                   |
| Strecke · Kopfbahnhof Streckenanfang | 0,075,8                  | Alicante / Alacant C-3, C-1                     | Alicante / Alacant C-3, C-1                     |
| Strecke nach links · Abzweig geradeaus und nach rechts | 1,874,0                  |                                                 |                                                 |
| Strecke von links · Strecke nach rechts |                          |                                                 |                                                 |
| Strecke mit Straßenbrücke | 71,87                    | Autobahn A-31                                   | Autobahn A-31                                   |
| Tunnel · Kopfbahnhof Streckenanfang | 70,49                    | San Gabriel / Sant Gabriel                      | San Gabriel / Sant Gabriel                      |
| Strecke nach links · Abzweig geradeaus und nach rechts | 69,3                     |                                                 |                                                 |
| Bahnhof | 61,76                    | Torrellano                                      | Torrellano                                      |
| Tunnel |                          |                                                 |                                                 |
| Tunnelanfang | 53,55                    | Stadttunnel Elche (Beginn)                      | Stadttunnel Elche (Beginn)                      |
| Bahnhof (im Tunnel) | 51,59                    | Elche Parque / Elx Parc                         | Elche Parque / Elx Parc                         |
| Tunnelende |                          |                                                 |                                                 |
| Brücke über Wasserlauf |                          | Vinalapó                                        | Vinalapó                                        |
| Tunnelanfang |                          |                                                 |                                                 |
| Haltepunkt / Haltestelle (im Tunnel) | 50,62                    | Elche Carrús / Elx Carrús                       | Elche Carrús / Elx Carrús                       |
| Tunnelende | 49,35                    | Stadttunnel Elche (Ende)                        | Stadttunnel Elche (Ende)                        |
| Bahnhof | 42,02                    | Crevillente / Crevillent                        | Crevillente / Crevillent                        |
| Strecke mit Straßenbrücke | 40,1                     | Autobahn AP-7                                   | Autobahn AP-7                                   |
| Bahnhof | 33,63                    | Albatera-Catral                                 | Albatera-Catral                                 |
| Abzweig geradeaus und ehemals nach links | 34,2                     | nach Torrevieja                                 | bis 1984                                        |
| Bahnhof | 27,82                    | Callosa de Segura                               | Callosa de Segura                               |
| Brücke über Wasserlauf | 20,7                     | Río Segura                                      | Río Segura                                      |
| Bahnhof | 19,84                    | Orihuela                                        | Orihuela                                        |
| Grenze |                          | Provinz und Region Murcia                       | Provinz und Region Murcia                       |
| Bahnhof | 13,75                    | Beniel                                          | Beniel                                          |
| Abzweig geradeaus und von links | 9                        | von Cartagena                                   | von Cartagena                                   |
| Verschwenkung nach rechts und ehemals nach links |                          | bis 15. Juni 2008                               | bis 15. Juni 2008                               |
| Strecke · Abzweig geradeaus und von links (Strecke außer Betrieb) |                          | von Cartagena                                   | von Cartagena                                   |
| Strecke · Bahnhof (Strecke außer Betrieb) |                          | Los Ramos-Alquerías                             | Los Ramos-Alquerías                             |
| Strecke · Bahnhof (Strecke außer Betrieb) |                          | Torreagüera                                     | Torreagüera                                     |
| Strecke · Bahnhof (Strecke außer Betrieb) |                          | Beniaján                                        | Beniaján                                        |
| Brücke über Wasserlauf · Brücke über Wasserlauf (Strecke außer Betrieb) |                          | Río Guadalentín                                 | Río Guadalentín                                 |
| Verschwenkung von rechts und ehemals von links |                          | bis 15. Juni 2008                               | bis 15. Juni 2008                               |
| Bahnhof | 0,0                      | Murcia del Carmen C-1, C-2                      | Murcia del Carmen C-1, C-2                      |
| Brücke über Wasserlauf |                          | Río Segura                                      | Río Segura                                      |
| Strecke mit Straßenbrücke | 0,5                      | Autobahn A-30                                   | Autobahn A-30                                   |
| Abzweig geradeaus und nach rechts | 7                        | nach Chinchilla, Madrid                         | nach Chinchilla, Madrid                         |
| Haltepunkt / Haltestelle | 7,75                     | Alcantarilla-Los Romanos                        | Alcantarilla-Los Romanos                        |
| Bahnhof | 22,15                    | Librilla                                        | Librilla                                        |
| Strecke mit Straßenbrücke | 27,5                     | Autobahn A-7                                    | Autobahn A-7                                    |
| Bahnhof | 29,5                     | Alhama de Murcia                                | Alhama de Murcia                                |
| Bahnhof | 41,92                    | Totana                                          | Totana                                          |
| Strecke mit Straßenbrücke | 44,4                     | Autobahn A-7                                    | Autobahn A-7                                    |
| Bahnhof | 54,04                    | La Hoya                                         | La Hoya                                         |
| Haltepunkt / Haltestelle | 62,3                     | Lorca-San Diego                                 | Lorca-San Diego                                 |
| Brücke über Wasserlauf |                          | Río Guadalentín oder Sangonera                  | Río Guadalentín oder Sangonera                  |
| Bahnhof | 63,68                    | Lorca-Sutullena                                 | Lorca-Sutullena                                 |
| Haltepunkt / Haltestelle | 74,27                    | Puerto Lumbreras                                | Puerto Lumbreras                                |
| Haltepunkt / Haltestelle | 87,21                    | Almendricos                                     | Almendricos                                     |
| Abzweig geradeaus und ehemals nach rechts | 87,75                    | nach Guadix, Granada                            | nach Guadix, Granada                            |
| Grenze | 89,0                     | Provinz Almería, Andalusien                     | Provinz Almería, Andalusien                     |
| Haltepunkt / Haltestelle | 97,17                    | Pulpí                                           | Pulpí                                           |
| Tunnel |                          |                                                 |                                                 |
| Haltepunkt / Haltestelle |                          | Jaravía                                         | Jaravía                                         |
| Grenze | 108,0                    | Provinz und Region Murcia                       | Provinz und Region Murcia                       |
| Haltepunkt / Haltestelle |                          | Águilas-El Labradorcico                         | Águilas-El Labradorcico                         |
| Kopfbahnhof Streckenende | 117,85                   | Águilas C-2                                     | Águilas C-2                                     |

Die von RENFE betriebenen Cercanías Murcia/Alicante verbinden die Städte Alicante, Elche, Lorca, Murcia und kleinere Orte der Region miteinander. Das Cercanías-Netz nutzt drei in Folge aneinander hängende, weitgehend eingleisige und voneinander unabhängig betriebene Strecken. Elektrifiziert ist nur die kurze Strecke von Alicante nach San Vicente del Raspeig, auf der die Linie C-3 verkehrt.

## Betrieb
Ungefähr stündlich fahren werktags die Linie C-1 auf ihrer ganzen Strecke von Alicante nach Murcia und die Linie C-2 von Murcia nach Lorca. Linie C-3 fährt etwas seltener und ohne festen Takt. Auf dem Abschnitt der Linie C-2 von Lorca nach Águilas schließlich verkehren werktags insgesamt drei Zugpaare, in der Ferienzeit (1. Juli bis 31. August) sechs Zugpaare. Seit Oktober 2021 ruht der Verkehr auf der Strecke nach Lorca und Águilas wegen Bauarbeiten, es verkehren Ersatzbusse.

## Entwicklung
Nach der Eröffnung der Linien C-1 und C-2 im Jahr 1984 auf bereits bestehenden Eisenbahnstrecken folgte die Linie C-3 im Jahr 2007. Zum 15. Juni 2008 erfolgte die Inbetriebnahme der Variante von El Reguerón zwischen Orihuela und Murcia, in der normalspurige HGV- und breitspurige Regionalverkehrsstrecke autobahnnah zusammengefasst sind. Gleichzeitig wurde die alte Streckenführung samt den Halten Los Ramos–Alquerías, Torreagüera und Beniaján aufgelassen. 
Das Cercanías-Netz soll ausgebaut werden. So ist vorgesehen, die Strecken zu elektrifizieren und zweigleisig auszubauen sowie die die Linie C-3 bis Villena zu verlängern. 2023 wurde zudem eine ergänzende Machbarkeitsstudie (Estudio informativo) für die Variante von Torrellano veröffentlicht. Nach dieser wird eine vom Bahnhof Alicante Terminal ausgehende, zweigleisige Normalspurstrecke westlich der Bebauung und der bisherigen Strecke nach Süden über den Flughafen geführt und in Torrellano wieder an die bestehende Strecke angeschlossen. Ein westlicher Abzweig davon auf die bestehende eingleisige Strecke San Gabriel–Torrellano ermöglicht die nördliche Umfahrung des Bahnhofs unter dem Flughafenterminal, so dass aus Richtung Norden kommende Güterzüge über einen Abzweig von der Bahnstrecke Valencia–Alicante und über die westliche Umfahrung des Bahnhofes Alicante Terminal den Güterbahnhof Elche direkt anfahren können. Die bestehende Strecke von Alicante Terminal bis San Gabriel bleibt als Dreischienengleis erhalten, wobei die nur für den Personenverkehr erforderlichen Anbindung aus Richtung Alicante Terminal aufgelassen und diejenige zur Bahnstrecke Valencia–Alicante erweitert wird. Damit können Güterzüge weiterhin direkt bis zum Bahnhof Alicante Benalúa und in den Hafen von Alicante geführt werden. Der Streckenabschnitt von San Gabriel bis zur Einbindung der Umfahrung des Flughafenbahnhofs soll ebenso wie der Verkehrshalt San Gabriel ersatzlos aufgelassen werden. Die Flughafenschleife samt unterirdischem Bahnhof soll mit einer temporären Anbindung an die bestehenden Strecken vorgezogen realisiert werden und befindet sich bereits in der Ausführungsplanung.
2025 wurden Planungen im Umfang von 4,64 Millionen Euro beauftragt, um den Abschnitt von Alicante bis San Isidro auf Normalspur umzuspuren, mit Oberleitung zu versehen und abschnittsweise zweigleisig auszubauen, sofern dies nicht bereits geplant ist. Dies betrifft insbesondere dem Abschnitt von Torrellano bis zum Innenstadttunnel von Elche samt zusätzlichem Güterzugabstellgleis sowie den Neubau erin Verbindung vom Bahnhof Elche Carrús zum Bahnhof Elche AV.
Außerdem wird die Einrichtung weiterer Halte geprüft, so im Jahr 2025 ein Halt Elche Parque Empresarial auf halbem Weg zwischen Elche Parque und Torrelano. Am Hauptbahnhof Alicante soll eine Verknüpfung mit der Stadtbahn Alicante und am Hauptbahnhof Murcia eine mit der dortigen Straßenbahn entstehen.

## Fahrzeugeinsatz
Auf den Linien C-1 und C-2 kommen ausschließlich Dieseltriebzüge der Reihe 592 zum Einsatz. Auf der Linie C-3 verkehren außerdem Züge der Reihe 447.

## Nachweise
- Von RENFE herausgegebene Fahrplanhefte 2010: Linien C-1/C-3 und Linie C-2.